# Fontana Records
Fontana Records — лейбл звукозаписи, основанный в 1950-х годах как филиал Dutch Philips Records. Во время реструктуризации Philips передал Fontana в пользу Vertigo Records и Mercury Records. В 1970-х PolyGram приобрёл лейбл.